# FC Tiraspol
El FC Tiraspol és un club moldau de futbol de la ciutat de Tiraspol, Transnístria.

## Història
Evolució del nom:
- 1993: FC Constructorul Chişinău
- 2001: Constructorul-93 Cioburciu
- 2002: FC Tiraspol

## Palmarès
- Lliga moldava de futbol (1):
  - 1997
- Copa moldava de futbol (2):
  - 1996, 2000